# تاريخ المثلية الجنسية في تركيا

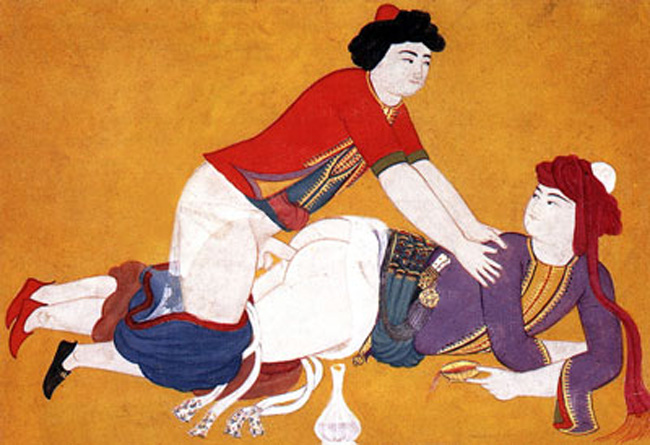
منمنمة تصور الجنس الشرجي المثلي في الدولة العثمانية في القرن التاسع عشر كتاب سوابع المناقب

تاريخ المثليين في تركيا ، تاريخ المثليات والمثليين ومزدوجي الميول الجنسية والعابرين جنسياً و باقي أفراد مجتمع الميم في تركيا.

## الفترة العثمانية
كانت المثلية الجنسية بين الرجال تسمى «لواط» في الإمبراطورية العثمانية ، وتم التعامل معها في الأعمال الأدبية لتلك الفترة وفي الدراسات التاريخية اللاحقة، على الرغم من وجود فترات تم فيها التسامح مع اللواط من قبل، إلا أن إلغاء التجريم الرسمي كان ضمن نطاق إصلاحات التنظيمات في عام 1858.

## الجدول الزمني

### القرن ال 19

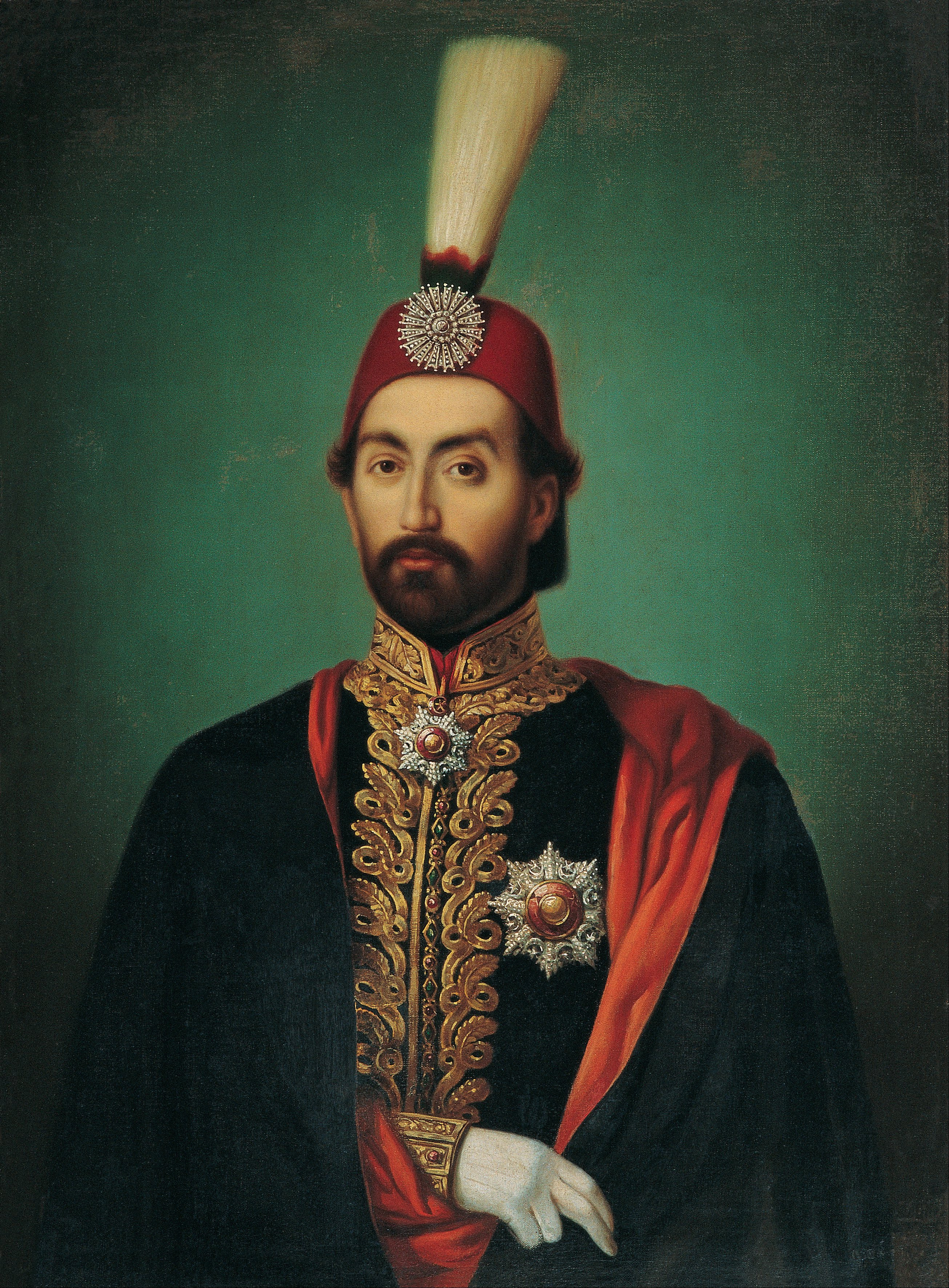
تم تجريم المثلية الجنسية في عهد السلطان عبد المجيد الأول.

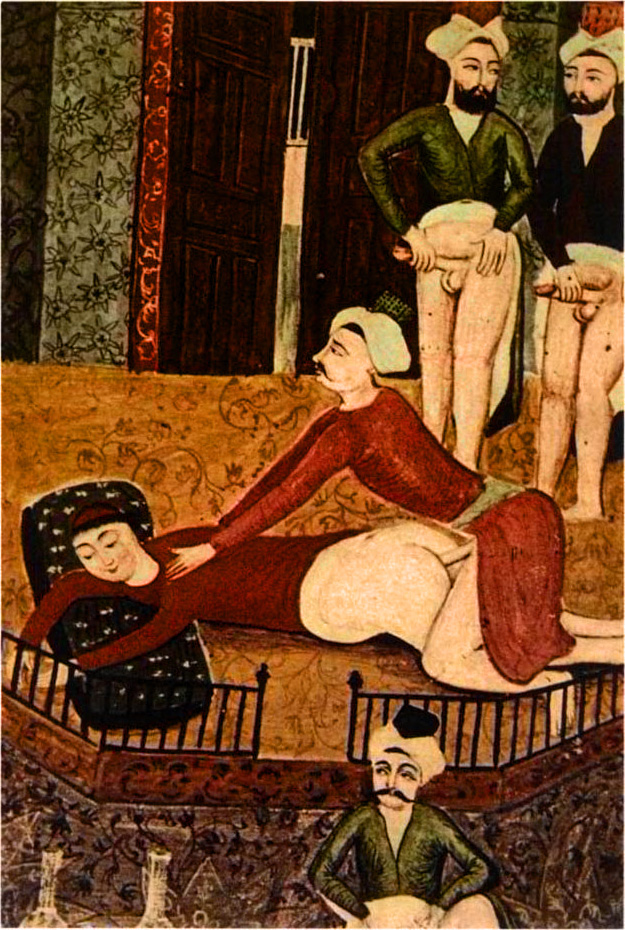
رسم عثماني لشاب يستخدم في العربدة (من كتاب سواكب المناقب) في القرن التاسع عشر.

- عام 1858 ألغت الدولة العثمانية قوانين تجريم المثلية الجنسية.

### القرن ال 20
- 1993 - تأسست منظمة لامبدا إسطنبول.[2]
- 1994 - تم تأسيس منظمة كاوس جي إل.[3]
- 1996 - تم تأسيس ليجاتو.

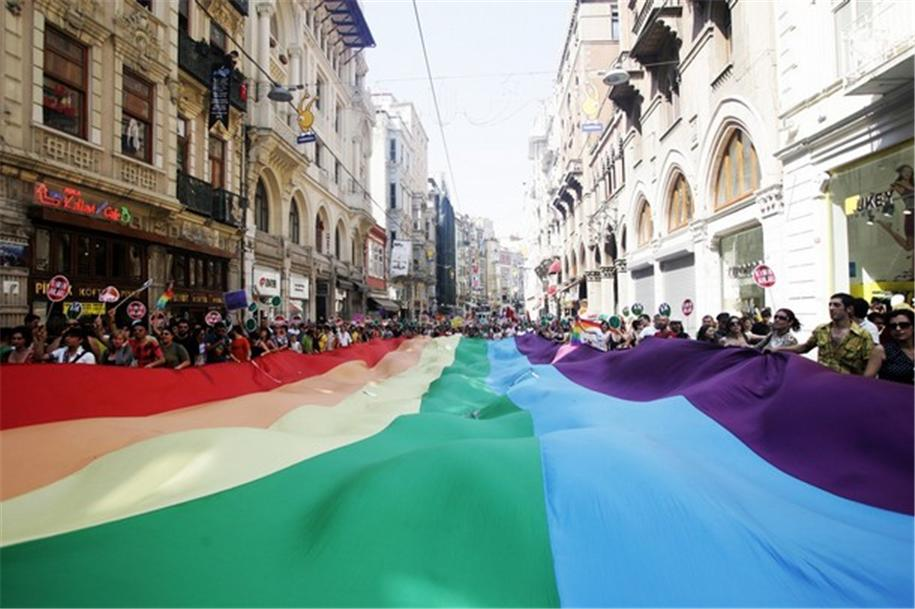
مشهد من مسيرة الفخر في اسطنبول عام 2008.

- 2001 - تم تأسيس المثلث الأسود الوردي.[4]
- 2003 - أقيمت مسيرة فخر لأول مرة في دولة ذات غالبية مسلمة في اسطنبول. وشارك في المسيرة نحو 30 شخصا.
- 15 سبتمبر 2005 - اكتسبت منظمة كاوس جي إل الوضع القانوني.[5]
- 20 آذار / مارس 2006 تأسست جمعية قوس قزح بورصة لمجتمع الميم رسميًا [6]
- 2006 - حصلت لامبدا إسطنبول على تأسيسها القانوني.[2]
- 2006 - أقيمت مسيرة الفخر لأول مرة في أنقرة.[7][8]
- 30 يونيو 2006 تأسست منظمة الحياة الوردية [9]
- 06 أغسطس 2006 عقدت أول مسيرة رسمية للمثليين في تركيا في مدينة بورصة.[10]
- 2009 - أصبح المثلث الأسود الوردي كيانًا قانونيًا.[4]
- 2011 - أقيم أكبر موكب فخر في إسطنبول حتى الآن بمشاركة ما يقرب من 10000 شخص. لقد كان أيضًا أكبر عرض فخر للمثليين والمثليات ومزدوجي الميل الجنسي و العابرين جنسياً في جنوب شرق أوروبا. كما دعم المسيرة ممثلون من أحزاب مثل حزب الشعب الجمهوري.[11] تم تأسيس جمعية دراسات الهوية الجنسانية والتوجه الجنسي معروفة اختصارًا "SPoD".[12]
- 2013 - أقيمت موكب فخر اسطنبول بمشاركة 100000 شخص بتأثير أحداث حديقة غازي بارك. [13]